# Leo Greiml
Leo Greiml, né le 3 juillet 2001 à Horn en Autriche, est un footballeur autrichien qui joue au poste de défenseur central au NAC Breda.

## Biographie

### En club

#### Rapid Vienne
Natif de Horn en Autriche, Leo Greiml commence le football dans le club de sa ville natale, le SV Horn avant d'être formé par le SKN Sankt Pölten. Le 11 mai 2018 il rejoint l'un des clubs de la capitale, le Rapid Vienne, où il poursuit sa formation. 
Le 24 mai 2019 il prolonge son contrat jusqu'en juin 2022 et il participe à son premier match en équipe première le 30 mai suivant, lors d'une rencontre de première division autrichienne face au SK Sturm Graz. Le Rapid Vienne s'incline par deux buts à un ce jour-là.
Le 26 août 2020 il joue son premier match de Ligue des champions, face au NK Lokomotiva Zagreb. Il est titulaire en défense centrale et son équipe s'impose par un but à zéro ce jour-là.
En octobre 2021, Leo Greiml se blesse sérieusement au genou droit. Touché au ligaments croisés, son absence est estimée à plusieurs mois et sa saison est dès lors terminée.

#### FC Schalke 04
En fin de contrat avec le Rapid Vienne en juin 2022, Leo Greiml s'engage librement avec le FC Schalke 04. Le transfert est annoncé dès le 13 avril 2022, et il rejoint le club à expiration de son contrat, le 1 juillet 2022.
Greiml joue son premier match pour Schalke le 10 septembre 2022, lors d'une rencontre de championnat face au VfL Bochum. Il entre en jeu et son équipe l'emporte par trois buts à un.

#### NAC Breda
En manque de temps de jeu à Schalke 04, Leo Greiml rejoint le NAC Breda le 1er août 2024. Il signe un contrat de deux ans, soit jusqu'en juin 2026.
Greiml marque son premier but pour le NAC Breda le 26 octobre 2024 contre le RKC Waalwijk en chamionnat. Il est titularisé et son équipe s'impose par quatre buts à un.

### En sélection
Leo Greiml représente l'équipe d'Autriche des moins de 17 ans de 2017 à 2018 pour un total de huit sélections. Il porte également le brassard de capitaine à quatre reprises avec cette sélection.
Le 17 novembre 2020, Leo Greiml joue son premier match avec l'équipe d'Autriche espoirs contre Andorre. Il est titularisé aux côtés de Dario Maresic et son équipe s'impose par quatre buts à zéro. Greiml inscrit son premier but avec les espoirs le 12 octobre 2021, contre la Finlande. Il est titularisé mais ne peut empêcher la défaite de son équipe malgré son but (3-1 score final).